# ايمانويل كوك
ايمانويل كوك (بالإنجليزية: Emanuel Cook)‏ هو لاعب كرة قدم أمريكية أمريكي، ولد في 20 يناير 1988 في ريفييرا بيتش في الولايات المتحدة.

## وصلات خارجية
- ايمانويل كوك على موقع مرجع كرة القدم المحترفة.كوم (الإنجليزية)